# Coma Berenices
Coma Berenices (Com), a Cabeleira de Berenice, é uma constelação do hemisfério celestial norte. O genitivo, usado para formar nomes de estrelas, é Comae Berenices. 
As constelações vizinhas, segundo a padronização atual, são os Pegureiros, a Ursa Maior, o Leão, a Virgem e o Boieiro.

## A Lenda da Constelação da Cabeleira de Berenice
Por volta do ano 243 a.C., a rainha Berenice II do Egito prometeu seus longos cabelos à deusa Afrodite se seu marido, Ptolemeu III Evérgeta I, retornasse são e salvo da guerra contra os selêucidas. A deusa atendeu ao pedido, e Berenice cortou sua cabeleira, ofertando-a no altar; no dia seguinte, porém, ela havia sumido. O astrônomo da corte afirmou que Afrodite ficara tão encantada com a oferenda que levara a cabeleira para o céu. 
Desde então, o asterismo antigamente conhecido como cauda do Leão foi popularizado com o novo nome, e oficializado entre as oitenta e oito constelações padronizadas cientificamente pela União Astronômica Internacional em 1928.
| Planetas extra-solares da constelação de Coma Berenices |
| ------------------------------------------------------- |
|                                                         |
| HD 108874 b · HD 108874 c · HD 114762 b                 |
| lista de sistemas planetários · sistema solar           |